# Liste der Bodendenkmale in Oranienbaum-Wörlitz
In der Liste der Bodendenkmale in Oranienbaum-Wörlitz sind alle Bodendenkmale der Stadt Oranienbaum-Wörlitz und ihrer Ortsteile aufgelistet. Grundlage ist die Veröffentlichung der Landesdenkmalliste mit Stand vom 25. Februar 2016.  Die Baudenkmale sind in der Liste der Kulturdenkmale in Oranienbaum-Wörlitz aufgeführt.
| Denkmal-ID | Fundart             | Ortsteil           | Bezeichnung                                                   | Zeitstellung       | Lage                                                                        | Bemerkungen | Bild |
| ---------- | ------------------- | ------------------ | ------------------------------------------------------------- | ------------------ | --------------------------------------------------------------------------- | --- | ---- |
| 428300635  | Grabmal > Grabhügel | Oranienbaum        | 2 Hügelgräber Goltewitzer Fichten                             | undatiert          | nördlich der Bahnlinie Lage                                                 | |      |
| 428300844  | Grabmal > Grabhügel | Oranienbaum        | Hügelgräberfeld Forsthaus Kapen, 37 Grabhügel                 | Bronzezeit         | 4,8 km nordwestl. vom Ort Lage                                              | Insgesamt 37 Grabhügel am „Forsthaus Kapen“ festgestellt. |      |
| 428300843  | Grabmal > Grabhügel | Oranienbaum        | Hügelgräbergruppe „Goltewitzer Fichten“, 7 Grabhügel          | Bronzezeit         | 3,5 km nordwestl. vom Ort Lage                                              | |      |
| 428300750  | Befestigung > Wall  | Vockerode          | Burgwallanlage                                                | undatiert          | 3 km nordwestlich vom Ort Lage                                              | Landschaftspark, Dessau-Waldersee. Vermutetes OBD liegt nahe am Standort der ‚Solitüde‘, eines kleinen klassizistischen Gebäudes in Form eines römischen Tempels (2009 Wiederaufbau). Einige Meter westlich Ruine des dazugehörigen Küchengebäudes. |      |
| 428300751  | Befestigung > Wall  | Vockerode          | Befestigung; Burgwall „Leinersee“                             | Mittelalter        | Wald 1,5 km nordnördlich Nauendorf am „Leinersee“ bei Dessau-Waldersee Lage | rechteckiger Burghügel mit Graben umgeben (ca. 450 m² Innenfläche) Hügel bzw. Wall ca. 5 m hoch, Graben noch 1–1,5 m tief und 2–3 m breit erhalten, ein bis zu 1 m tief erhaltener Graben (etwa 1–1,5 m breit) umschließt das mögliche Vorburgreal  |      |
| 428300854  | Befestigung > Burg  | Riesigk (Schönitz) | Wasserburg „Schloßberg“                                       | Mittelalter        | nordwestl. Ecke des Ortes Lage                                              | Burghügel mit umlaufendem Graben, z. T. noch mit Wasser gefüllt. Bodendenkmal liegt auf privaten Grund. |      |
| 428300831  | Grabmal             | Griesen            | „Drehberg“, rundes Erdwerk mit 4 gegenüberliegenden Eingängen | Neuzeit (ab ~1500) | 2,0 km westl. vom Ort Lage                                                  | Auf dem Hügel hat sich bis ca. 1826 ein Mausoleum in Form eines antiken Tumulus befunden. Anlage wurde 1773–79 von Friedrich Wilhelm von Erdmannsdorff gestaltet. Kreisförmige Anlage mit zentralem Hügel und 2 vorgelagerten Wällen.               |      |
| 428300863  | Befestigung > Burg  | Wörlitz            | Wasserburg „Schinderberg“                                     | Mittelalter        | 1,0 km westl. vom Ort Lage                                                  | Denkmalcharakter als Wasserburg fraglich – möglicherweise auch neuzeitliche Aufschüttung (Parkgestaltung) denkbar. |      |
| 428300746  | Befestigung > Burg  | Wörlitz            | Schloss als Nachfolger nicht erhaltener Burg                  | Mittelalter        | im Ort Lage                                                                 | Keinerlei Anzeichen für alte Vorgängeranlage. |      |